# Луи-Мари-Жозеф д’Омон
Луи-Мари-Жозеф д’Омон (фр. Louis-Marie-Joseph d’Aumont; 19 октября 1809, Париж — 5 марта 1888, Каир), герцог д’Омон и де Вилькье — французский аристократ и путешественник, последний представитель дома д’Омон.

## Биография
Сын герцога Адольфа-Анри-Эмери д’Омона и Альбертины-Мари Шертан де Сёй.
Детство провел с матерью в Нанте. После Июльской революции уехал в Египет, которым восхищался, купил участок для застройки на острове Рода, близ Каира, где устроил свою резиденцию и создал великолепный сад с редкими и экзотическими растениями.
В 1855—1856 годах на парусной лодке с группой моряков-нубийцев совершил путешествие вверх по Нилу. Отправившись в июне 1855 из Каира, герцог д’Омон форсировал речные пороги во время нильского разлива и в январе 1856 достиг Хартума, после чего поднялся по Белому Нилу и в апреле добрался до Реджафа на самом юге Судана, в регионе, где позднее колониальными властями была образована провинция Экватория. Вернувшись в Хартум в мае, он стал свидетелем эпидемии холеры. Поскольку сезон дождей в тропиках еще не начался и нильские пороги были непроходимы, герцог, пройдя по реке до Берберы, часть обратного пути проделал по суше, перейдя через Нубийскую пустыню и прибыв в Короско, откуда вернулся в Каир по воде. Ричард Хилл в своем словаре пишет, что в Абу Хамаде герцог увидел своего первого гиппопотама. Экспедиция не обошлась без потерь, так судовой повар был сожран крокодилом.
Любитель и коллекционер египетских древностей, герцог д’Омон занимался изучением различных памятников, в том числе храма Хатор в Дендере и фиванского Рамессеума.
В 1869 году герцог принимал участие в церемонии открытия Суэцкого канала, где представлял графа де Шамбора, который бывал гостем его каирского дома.
Оставшийся холостым, последний герцог д’Омон умер в Каире, где и был погребен. От него не осталось ни сочинений мемуарного характера, ни описания экспедиции, ни работ по египтологии. Двухмиллионное состояние он завещал своему секретарю и интенданту Аристиду Гавийо, который в память о патроне установил в Семюре, шателеном которого герцог формально титуловался, кенотаф в египетском стиле, ставший местной достопримечательностью. Родственники Омона по женской линии пытались опротестовать наследование в суде, но Гавийо предъявил шесть вариантов завещания на его имя, первый из которых был составлен в 1855 году. Сделавший политическую карьеру в Египте, Гавийо перед своей смертью в 1911 году в Семюрском замке завещал наследство Омонов внучатому племяннику последнего герцога Шарлю де Сен-Мелуару.
Нильскую резиденцию Луи-Мари-Жозефа площадью 61 711 м2 в 1902 году купил египетский принц Мухаммед Али Тауфик, к 1937 году выстроивший на ее месте дворец Маниал.